# Eugen I Karl Czernin von und zu Chudenitz
Eugen I Karl Czernin von und zu Chudenitz (in ceco Evžen Karel Černín z Chudenic; Vienna, 4 novembre 1796 – Petrohrad, 11 luglio 1868) è stato un nobile, politico, storico, filantropo, scrittore e collezionista boemo.
Figura di spicco nella rinascita della coscienza nazionale ceca, fu uno dei principali mecenati del museo nazionale di Praga, nonché uno dei maggiori proprietari terrieri della Boemia.

## Biografia
Nato a Vienna, Eugen Karl era l'unico figlio del conte Johann Rudolph Czernin von und zu Chudenitz (1757–1845) e di sua moglie, la contessa Maria Theresia von Schönborn (1758–1838).
Fin da giovane si interessò della storia della Boemia, oltre che di geografia, eccellendo negli studi in questi campi sotto la guida del suo precettore Antonin Eduard Zelinka. Dall'età di dodici anni e sino alla sua morte tenne un diario dettagliato, ancora oggi conservato presso l'archivio di famiglia e contenente importanti informazioni dei delicati periodi che attraversò nel corso della sua vita, con note di carattere personale. Come il padre, fu in prima linea nel promuovere il rinascimento dell'identità nazionale ceca e divenne uno dei principali mecenati del museo nazionale di Praga, istituzione che sostenne finanziariamente e con la donazione di opere appartenenti alla propria collezione personale (di maestri europei del livello di Rubens, Rembrandt e van Dyck). Storiografo ed appassionato di archivistica, nella biblioteca del castello di Jindřichův Hradec riunì gli archivi delle famiglie Hradec, Slavatse e Czernin von und zu Chudenitz, acquisendo poi anche quelli delle famiglie Schwarzenberg-Rožmberk e la collezione archivistica dei Jindřichohradec, la seconda più grande di tutta la Boemia. Nel castello dei suoi avi di Chudenitz (da lui ricostruito tra il 1858 ed il 1861) radunò una ricca biblioteca comprendente 1450 volumi (tre quarti dei quali in tedesco), oggi di proprietà del museo nazionale di Plzeň, oltre a riprogettare il giardino con piante provenienti dalle Americhe.
Divenne anche un noto filantropo della sua epoca, con l'obbiettivo di migliorare la vita dei lavoratori che erano occupati nelle sue tenute (tra le più estese di tutta la Boemia, valutate 3.000.000 di fiorini nel 1845), dando loro una casa ed istituendo una pensione per vedove e orfani dei suoi funzionari. Per favorire l'occupazione locale, fece costruire un birrificio a Petrohrad su progetto dell'architetto Josef Zítek, diffondendo poi la coltivazione della barbabietola da zucchero con uno zuccherificio e una miniera di carbone a Krásný Dvůr.
Venne occasionalmente coinvolto nel mondo della politica e, durante il concitato periodo della rivoluzione del 1848, fu uno dei pochi proprietari terrieri a sostenere l'abolizione delle corvée. Criticò successivamente la teoria del neo-assolutismo propugnata da Alexander von Bach e nel 1860 pubblicò sotto anonimato un libro dal titolo Note sulle condizioni della nobiltà boema. Negli anni 1861–1863 fu membro dell'assemblea ceca nelle file dei proprietari terrieri e, come possessore di un feudo ereditario, dal 1861 divenne anche membro della Camera dei Signori d'Austria. Fu consigliere privato dell'imperatore.
Morì nel castello di Petrohrad e venne sepolto nella tomba di famiglia nella chiesa di San Giacomo a Jindřichův Hradec, da lui fatta costruire nel biennio 1859–1860.

## Matrimonio e figli

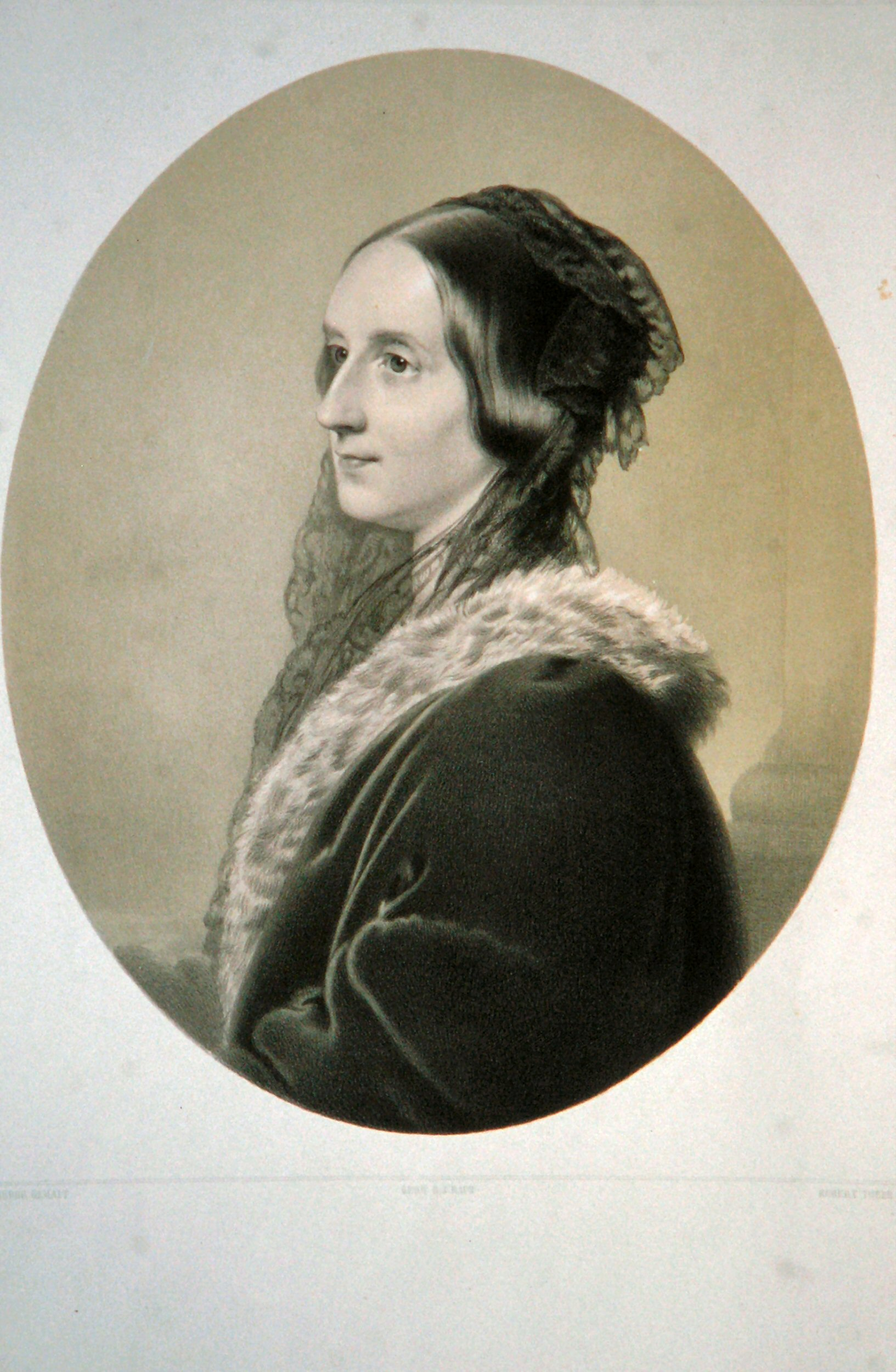
La contessa Maria Theresia von Orsini-Rosenberg in una litografia del 1840

Nel 1817 sposò a Vienna la contessa Maria Theresia von Orsini-Rosenberg (1798–1866), che in seguito fu nominata dama di palazzo e dama dell'ordine della croce stellata. Dal loro matrimonio nacquero sei figli:
- Jaromir (13 marzo 1818, Vienna – 26 novembre 1908, Petrohrad), consigliere privato dell'imperatore, ciambellano, membro della Camera dei Signori d'Austria, cavaliere dell'Ordine del Toson d'oro, sposò nel 1843 la contessa Caroline von Schaffgotsch (13 settembre 1820 – 9 ottobre 1876); nel 1879 si risposò con la contessa Josephina von Paar (1 gennaio 1839-6 febbraio 1916)
- Hermann (20 febbraio 1819, Vienna – 2 agosto 1892, Dresda), ciambellano, sposò nel 1853 Aloisie von Morzinov (6 maggio 1832 – 26 luglio 1907, Vrchlabí)
- Rudolph (13 aprile 1821 – 31 luglio 1873), maggiore dell'esercito imperiale austriaco
- Humbert (15 gennaio 1827 – 30 novembre 1910), ciambellano, maggiore dell'esercito imperiale austriaco, sposò nel 1864 la contessa Theresia von Grunnov (1 agosto 1840 – 17 marzo 1911)
- Maria Theresia (27 marzo 1826 – 29 novembre 1916), sposò nel 1857 il conte László Pejačević zu Veröcz (14 novembre 1828 – 30 gennaio 1916), consigliere imperiale, ciambellano, membro della Camera dei Signori d'Ungheria, cavaliere dell'Ordine del Toson d'Oro
- Caroline (1830–1852)

## Albero genealogico
|                                              |                                     |                                                       | Genitori                                                 |  |  | Nonni |  |  | Bisnonni                                  |  |  | Trisnonni                                  |  |
|                                              |                                     |                                                       |                                                          |  |  |       |  |  | Franz Joseph Czernin von und zu Chudenitz |  |  | Hermann Jakob Czernin von und zu Chudenitz |  |
|                                              |                                     |                                                       |                                                          |  |  |       |  |  | Franz Joseph Czernin von und zu Chudenitz |  |  | Hermann Jakob Czernin von und zu Chudenitz |  |
|                                              |                                     | Maria Josefa Slavata z Chlumu a Kosumberka            |                                                          |  |  |       |  |  | Franz Joseph Czernin von und zu Chudenitz |  |  |                                            |  |
| Prokop Adalbert Czernin von und zu Chudenitz |                                     |                                                       |                                                          |  |  |       |  |  | Franz Joseph Czernin von und zu Chudenitz |  |  |                                            |  |
|                                              |                                     | Isabella Johanna Maria Catharina de Mérode-Westerloo  | Jean-Philippe-Eugène de Mérode-Westerloo                 |  |  |       |  |  |                                           |  |  |                                            |  |
|                                              |                                     | Isabella Johanna Maria Catharina de Mérode-Westerloo  | Jean-Philippe-Eugène de Mérode-Westerloo                 |  |  |       |  |  |                                           |  |  |                                            |  |
|                                              |                                     | Isabella Johanna Maria Catharina de Mérode-Westerloo  | Maria Teresa Pignatelli                                  |  |  |       |  |  |                                           |  |  |                                            |  |
| Johann Rudolph Czernin von und zu Chudenitz  |                                     | Isabella Johanna Maria Catharina de Mérode-Westerloo  |                                                          |  |  |       |  |  |                                           |  |  |                                            |  |
|                                              |                                     | Rudolph Joseph von Colloredo-Waldsee                  | Johann Hieronymus von Colloredo-Waldsee                  |  |  |       |  |  |                                           |  |  |                                            |  |
|                                              |                                     | Rudolph Joseph von Colloredo-Waldsee                  | Johann Hieronymus von Colloredo-Waldsee                  |  |  |       |  |  |                                           |  |  |                                            |  |
|                                              |                                     | Rudolph Joseph von Colloredo-Waldsee                  | Johanna Carolina Kinsky von Wchinitz und Tettau          |  |  |       |  |  |                                           |  |  |                                            |  |
| Maria Antonia von Colloredo-Waldsee          |                                     | Rudolph Joseph von Colloredo-Waldsee                  |                                                          |  |  |       |  |  |                                           |  |  |                                            |  |
|                                              |                                     | Marie Gabriele von Starhemberg                        | Gundakar Thomas von Starhemberg                          |  |  |       |  |  |                                           |  |  |                                            |  |
|                                              |                                     | Marie Gabriele von Starhemberg                        | Gundakar Thomas von Starhemberg                          |  |  |       |  |  |                                           |  |  |                                            |  |
|                                              |                                     | Marie Gabriele von Starhemberg                        | Maria Josepha Irene Jorger zu Tollet                     |  |  |       |  |  |                                           |  |  |                                            |  |
| Eugen I Jaromir Czernin von und zu Chudenitz |                                     | Marie Gabriele von Starhemberg                        |                                                          |  |  |       |  |  |                                           |  |  |                                            |  |
|                                              | Anselm Franz von Schönborn-Buchheim | Melchior Friedrich von Schönborn-Buchheim             |                                                          |  |  |       |  |  |                                           |  |  |                                            |  |
|                                              | Anselm Franz von Schönborn-Buchheim | Melchior Friedrich von Schönborn-Buchheim             |                                                          |  |  |       |  |  |                                           |  |  |                                            |  |
|                                              | Anselm Franz von Schönborn-Buchheim | Maria Anna Sophia Johanna von Boineburg und Lengsfeld |                                                          |  |  |       |  |  |                                           |  |  |                                            |  |
| Eugen Erwein von Schönborn-Heussenstamm      | Anselm Franz von Schönborn-Buchheim |                                                       |                                                          |  |  |       |  |  |                                           |  |  |                                            |  |
|                                              |                                     | Maria Theresia von Montfort                           | Johann Anton II von Montfort                             |  |  |       |  |  |                                           |  |  |                                            |  |
|                                              |                                     | Maria Theresia von Montfort                           | Johann Anton II von Montfort                             |  |  |       |  |  |                                           |  |  |                                            |  |
|                                              |                                     | Maria Theresia von Montfort                           | Maria Anna Leopoldine von Thun und Hohenstein            |  |  |       |  |  |                                           |  |  |                                            |  |
| Maria Theresia von Schonborn-Heussenstamm    |                                     | Maria Theresia von Montfort                           |                                                          |  |  |       |  |  |                                           |  |  |                                            |  |
|                                              |                                     | Nicola Leopoldo di Salm-Salm                          | Guglielmo Fiorentino di Salm-Salm                        |  |  |       |  |  |                                           |  |  |                                            |  |
|                                              |                                     | Nicola Leopoldo di Salm-Salm                          | Guglielmo Fiorentino di Salm-Salm                        |  |  |       |  |  |                                           |  |  |                                            |  |
|                                              |                                     | Nicola Leopoldo di Salm-Salm                          | Maria Anna Eleonora von Mansfeld                         |  |  |       |  |  |                                           |  |  |                                            |  |
| Marie Elisabeth Josepha zu Salm-Salm         |                                     | Nicola Leopoldo di Salm-Salm                          |                                                          |  |  |       |  |  |                                           |  |  |                                            |  |
|                                              |                                     | Dorothea Franziska Agnes zu Salm-Salm                 | Ludwig Otto zu Salm-Salm                                 |  |  |       |  |  |                                           |  |  |                                            |  |
|                                              |                                     | Dorothea Franziska Agnes zu Salm-Salm                 | Ludwig Otto zu Salm-Salm                                 |  |  |       |  |  |                                           |  |  |                                            |  |
|                                              |                                     | Dorothea Franziska Agnes zu Salm-Salm                 | Albertine Johanna Francisca Catharine von Nassau-Hadamar |  |  |       |  |  |                                           |  |  |                                            |  |
|                                              |                                     | Dorothea Franziska Agnes zu Salm-Salm                 |                                                          |  |  |       |  |  |                                           |  |  |                                            |  |